# 35e session du Comité du patrimoine mondial
La 35e session du Comité du patrimoine mondial a eu lieu du 19 juin 2011 au 29 juin 2011 à Paris, en France.